# Shabeellaha Hoose
Shabeellaha Hoose er en officiel territorial enhed i det sydlige Somalia, hvor hovedbyen er Merca. Shabeellaha Hoose grænser op til de somaliske territoriale enheder Baay, Banaadir, Hiiraan, Jubbada Dhexe og Shabeellaha Dhexe samt Det Indiske Ocean.
1°46′6″N 44°23′24″Ø / 1.76833°N 44.39000°Ø